# مورانيا
بلدية مورانيا (بالإسبانية: Moraña) هي بلدية تقع في مقاطعة بونتيفيدرا التابعة لمنطقة غاليسيا شمال غرب إسبانيا.

## الديموغرافيا
يبلغ عدد سكان بلدية مورانيا 4,398 نسمة عام 2011 (وفقاً للمعهد الوطني للإحصاء الإسباني).
| 4.524 | 4.402 | 4.291 | 4.313 | 4.309 | 4.411 | 4.398 |